# Floresta de bolso
Floresta de Bolso é uma técnica mais natural de restauração da Mata Atlântica desenvolvida pelo botânico Ricardo Cardim. Sua composição diversa e espaçamento adensado entre mudas procuram respeitar a dinâmica competitiva original das florestas tropicais, o que proporciona um crescimento mais rápido, menor índice de perdas, baixo consumo de água e menos manutenção. Desde março de 2016, a Floresta de Bolso vem sendo aplicada na cidade de São Paulo através de mutirões voluntários da população nas áreas públicas em eventos gratuitos e sem fins lucrativos, apoiados pela iniciativa privada e poder público, em edições que juntam mais de 500 voluntários em finais de semana, como no Parque Cândido Portinari.
O nome “Floresta de Bolso” é marca legalmente registrada no Instituto Nacional da Propriedade Intelectual (INPI).

## Efeitos e onde já foi plantada a "floresta de bolso"
A Floresta de Bolso pode produzir relevantes serviços ambientais na malha urbana, como redução de temperatura, aumento da umidade do ar, minimização da poluição sonora, abrigo da avifauna que combate pragas urbanas como baratas e cupins, retenção e infiltração da chuva, redução da poluição e sequestro de carbono. Na sua composição são propostas espécies nativas regionais, normalmente com quantidades acima de 400 mudas de 40 cm a 3 metros de altura e 60 espécies diferentes. Já foram plantadas várias na metrópole, abaixo algumas:
- Vila Olímpia, Zona Sul, Avenida Hélio Pelegrino com Rua Clodomiro Amazonas[16][17]
- Parque Cândido Portinari – Avenida Queiroz Filho, 1365[18]
- Ponte Cidade Jardim , marginal do Rio Pinheiros[19]
- Largo de Pinheiros, Pinheiros[20][21]
- Parque do Belém, Zona Leste – Avenida Celso Garcia, 2593, Belenzinho[22][23]
- Parque da Juventude, Zona Norte, Av. Cruzeiro do Sul, 2630 – Carandiru.[24]
- Parque Guarapiranga, Zona Sul[25]
- Ibirapuera, Praça Soichiro Honda[26]
- Bosque da Batata, Largo da Batata, Pinheiros[27]
- Avenida Brasil, na altura do número 1825[28]
- Rio Pinheiros, margem direita[29][30]
- Marginal Pinheiros, canteiros centrais no sentido Centro
- Granja Julieta, Av Prof. Alceu Maynard Araújo.[31]
- Ponte do Jaguaré, Zona Oeste, margem Vila Leopoldina
- Tatuapé - Avenida Vereador Abel Ferreira, altura do número 586
- Vila Prudente - Avenida Luis Inácio de Anhaia Melo com a Rua Inhamus
- Rio Tamanduateí, Centro[32]
- Marginal Tietê na altura da Ponte do Tatuapé, com 1000 árvores